# G.726
G.726 – standard kodowania (kodek) mowy stosowany w telefonii VoIP. W standardzie tym stosuje się metodę kodowania ADPCM, będącą skompresowaną odmianą zapisu PCM, a wykorzystywanymi przepływnościami są 16, 24 lub 32 kbit/s – najczęściej jednak stosuje się prędkość najwyższą, czyli 32 kbit/s.
Ważną cechą tego standardu jest możliwość kodowania dźwięku z jakością prawie identyczną do G.711, lecz przy zastosowaniu o połowę węższego pasma, dlatego właśnie z tego powodu jest on często stosowany w telefonii VoIP.